# Colorado-Jim
Colorado-Jim er en amerikansk stumfilm fra 1921 af Jules Furthman.

## Medvirkende
- William Russell som Colorado Jim
- Margaret Livingston som Angela Featherstone
- William Buckley som Reggie Featherstone
- George Fisher som Philip Meredith
- Helen Ware som Lady Featherstone
- Bertram Johns som Lord Featherstone
- Ray Berger